# Terreal Bierria
Terreal Bierria (Slidell, 10 ottobre 1980) è un giocatore di football americano statunitense che ha militato nel ruolo di strong safety nella National Football League (NFL).

## Carriera
Al college Bierria giocò a football a Georgia. Fu scelto nel corso del quarto giro (120º assoluto) del Draft NFL 2002 dai Seattle Seahawks. Vi giocò fino al 2004 con un massimo di 52 tackle e un intercetto nell'ultima stagione. Fu svincolato dopo che abbandonò il training camp per aiutare le vittime dell'Uragano Katrina.